# Swiss Satellite Radio

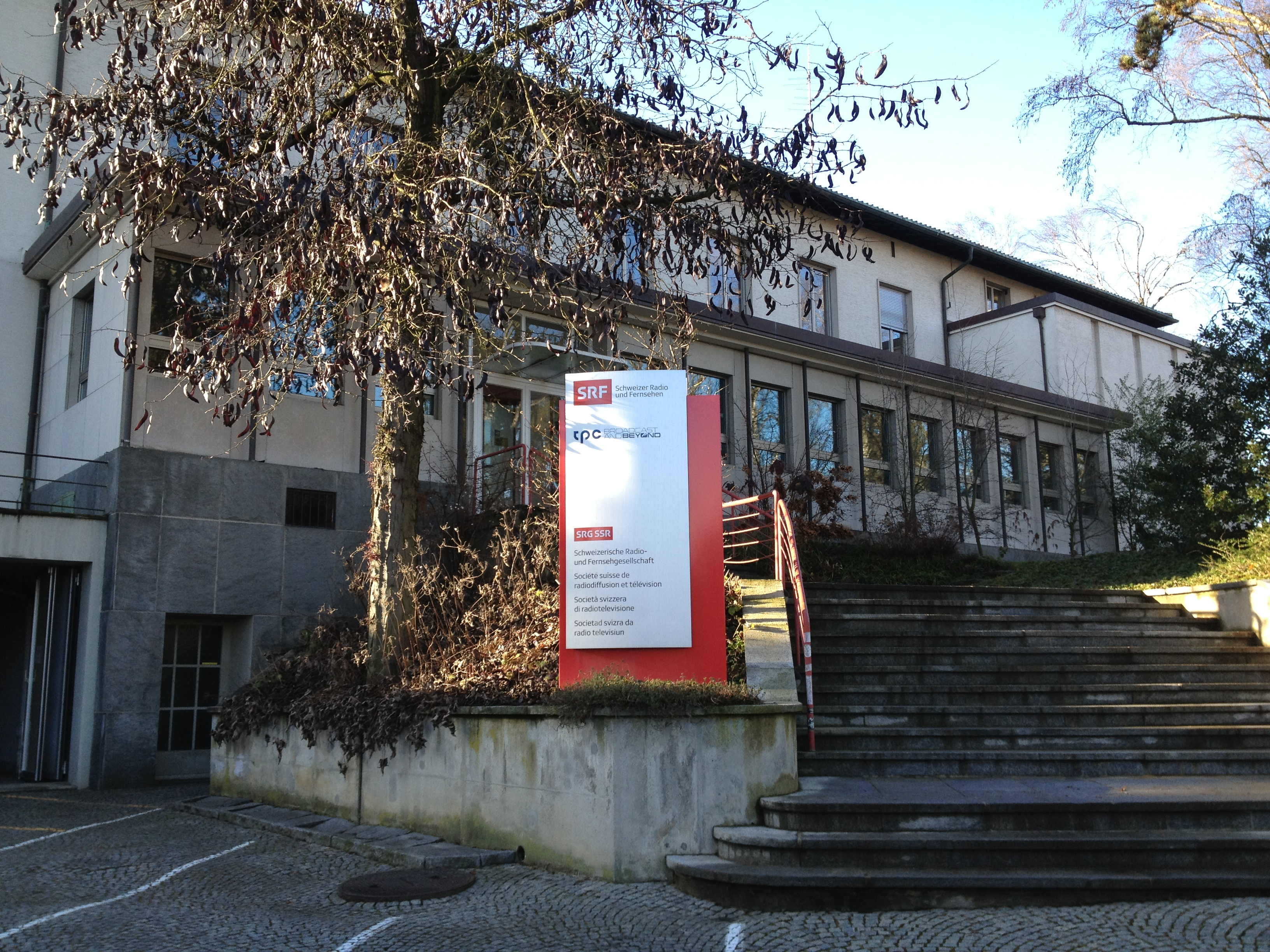
Eingang zum SRF Studio Basel, Bruderholz. Hier sind die Räumlichkeiten von Radio SRF 2 Kultur, Swiss Satellite Radio und der Regionalredaktion Basel-Stadt/Baselland.

Swiss Satellite Radio ist ein Schweizer Hörfunkanbieter und ein Tochterunternehmen des öffentlich-rechtlichen Medienunternehmens SRG SSR. Swiss Satellite Radio sendet drei Radioprogramme, deren Namen sich entsprechend der Musikart unterscheiden: Radio Swiss Pop, Radio Swiss Classic und Radio Swiss Jazz. Es wurde 1998 gegründet.
Produktionsleiterin ist Denise Boll. Alle 3 Programme sind werbefrei.

## Sender & Hörerzahlen

### Radio Swiss Classic
Geboten wird ein Non-Stop-Angebot an Klassik. Der Anteil der Schweizer Musik beträgt durchschnittlich 50 Prozent. Täglich schalten in der gesamten Schweiz rund 125'000 Menschen Radio Swiss Classic ein.
|                            | Deutschschweiz | Romandie   | Italienische Schweiz |
| -------------------------- | -------------- | ---------- | -------------------- |
| Anzahl Hörer               | 89'040         | 32'150     | 4'320                |
| Durchschnittliche Hördauer | 70 Minuten     | 65 Minuten | 50 Minuten           |

(Mediapulse, Zahlen für das 1. Semester 2021, Mo–So, D-CH, F-CH und I-CH, 15+)

### Radio Swiss Jazz
Das Programm ist ein Mix aus Jazz (etwa 70 Prozent), Soul und Blues – Musikstile, die ihre Wurzeln in der afroamerikanischen Musik haben. Der Anteil der Schweizer Musik beträgt durchschnittlich 50 Prozent. Gesamtschweizerisch hören 62'090 Menschen täglich Radio Swiss Jazz.
|                            | Deutschschweiz | Romandie   | Italienische Schweiz |
| -------------------------- | -------------- | ---------- | -------------------- |
| Anzahl Hörer               | 35'830         | 21'830     | 4'430                |
| Durchschnittliche Hördauer | 44 Minuten     | 49 Minuten | 35 Minuten           |

(Mediapulse, Zahlen für das 1. Semester 2021, Mo–So, D-CH, F-CH und I-CH, 15+)

### Radio Swiss Pop
Der Sender bringt gängige Popmusik nonstop. Das Musikprogramm wird gänzlich ohne Moderation, Wortbeiträge und Werbung gesendet. Daher wird das Programm auch in Geschäften, Restaurants und Bars als Hintergrundberieselung eingesetzt. Der Anteil von Schweizer Musik beträgt laut Angaben von Swiss Pop bei durchschnittlich 50 Prozent. Mit rund 585'000 Zuhörern in der gesamten Schweiz ist Radio Swiss Pop das meistgehörte Swiss Satellite Radio-Programm.
|                            | Deutschschweiz | Romandie   | Italienische Schweiz |
| -------------------------- | -------------- | ---------- | -------------------- |
| Anzahl Hörer               | 380'810        | 169'990    | 34'350               |
| Durchschnittliche Hördauer | 42 Minuten     | 25 Minuten | 36 Minuten           |

(Mediapulse, Zahlen für das 1. Semester 2021, Mo–So, D-CH, F-CH und I-CH, 15+)